# Ryszard Bartel
Pour les articles homonymes, voir Bartel.
Ryszard Bartel (22 mars 1897–3 avril 1982) est un pionnier de l’aviation en Pologne. Ingénieur, constructeur et pilote, il a joué un rôle important dans le développement de l’industrie aéronautique dans son pays
Né dans un village de Silésie proche de Pilica, Ryszard Bartel s’intéresse très jeune à l’aviation et construit en 1911 un planeur avec lequel il effectue de courtes glissades. Admis à l’université de technologie de Varsovie en 1916, il est l’un des trois cofondateurs de la section aéronautique au sein du Club universitaire de mécanique. En 1917 il apprend à piloter et rejoint une organisation clandestine, ce qui lui permet de s’engager dans l’aviation polonaise dès l’indépendance. Il participe donc à la guerre soviéto-polonaise de 1920 aux commandes d’un Breguet 14 de la 16e escadrille de reconnaissance.  
Démobilisé en décembre 1920, il se classe second de la première compétition vélivole organisée en Pologne en 1923 et obtint son diplôme d’ingénieur de l’Université de Technologie de Varsovie en 1924. De 1924 à 1926 Ryszard Bartel supervise en France la construction d’avions destinés à la Pologne. Il en profite pour perfectionner ses connaissances en aérodynamique et quand le ministère de la Guerre polonais organise en 1925 un concours d’avions militaire, il propose un chasseur monoplan parasol inspiré des productions Nieuport-Delage. Baptisé Maryla du prénom de sa femme ; le Bartel BM-1 remporte la troisième place du concours, ce qui lui vaut à son auteur un prix de 1 000 złoty, mais n’est finalement pas construit. 
À son retour en Pologne, prend la tête du bureau d’études de la firme Samolot à Poznań. C’est donc à Poznań que furent dessinés et construits les Bartel BM-2 (1926), Bartel BM-4 (1927) et Bartel BM-5 (1928), les deux derniers étant construits en petite série pour les besoins de l’aviation militaire polonaise. Le BM-4 restera le premier avion de conception polonaise à accéder au stade de la série. En 1930 Ryszard Bartel rejoint le département aéronautique du ministère de la Guerre polonais et de 1932 à 1937 collabore avec PZL, supervisant la production. Nommé directeur technique des usines LWS en 1937, il supervise la production d’appareils destinés à la Roumanie et la Turquie puis, durant l’occupation allemande, occupe une chaire d’enseignant dans diverses écoles techniques.     
En 1945 Ryszard Barel rejoint le département de l’Aviation civile au ministère de la Communication mais lorsque les communistes prennent le pouvoir en 1948 il est écarté des milieux aéronautiques. Nommé professeur à l’université de technologie de Varsovie en 1951, il prend sa retraite en 1966 tout en conservant un rôle actif au sein de l’Aéro-Club de Pologne.

## Les avions étudiés par Ryszard Barel sous son nom
- Bartel BM-1 (1925) Chasseur monoplace, monoplan parasol. Non construit.
- Bartel BM-2 (1926) Biplan biplace d’entrainement, un seul prototype construit.
- Bartel BM-3 (1926) Biplan biplace d’entrainement avancé. Non construit.
- Bartel BM-4 (1927) Biplan biplace d’entrainement, évolution du BM-2. Construit en série.
- Bartel BM-5 (1928) Biplace d’entrainement avancé dérivé du BM.4. Construit en série.
- Bartel BM-6 (1930) Biplace d'entrainement avancé. Deux prototypes construits.